# 멱 규칙
미적분학에서 멱 규칙(영어: power rule)은 멱함수의 도함수를 구하는 공식이다.

## 정의
멱 규칙에 따르면, 멱함수 {\displaystyle x^{n}} ({\displaystyle n\in \mathbb {R} })의 도함수는 다음과 같다.
{\displaystyle {\frac {d}{dx}}x^{n}=nx^{n-1}}
멱함수의 원함수를 구하는 공식은 다음과 같으며, 이는 멱 규칙과 동치이다. (여기서 {\displaystyle C}는 적분 상수이다.)
{\displaystyle \int x^{n}dx={\begin{cases}{\frac {x^{n+1}}{n+1}}+C&n\neq -1\\\ln x+C&n=-1\end{cases}}}
보다 일반적으로, 멱함수의 고계 도함수를 구하는 공식은 다음과 같다. (여기서 {\displaystyle n^{\underline {k}}}는 하강 계승이다.)
{\displaystyle {\frac {d^{k}}{dx^{k}}}x^{n}=n^{\underline {k}}x^{n-k}=n(n-1)\cdots (n-k+1)x^{n-k}}
미분은 선형성을 가지기 때문에, 멱 규칙으로부터 다항식의 도함수를 구하는 공식을 유도할 수 있으며, 이는 다음과 같다.
{\displaystyle {\frac {d}{dx}}\sum _{k=0}^{n}a_{k}x^{k}=\sum _{k=0}^{n}ka_{k}x^{k-1}}
마찬가지로 다항식의 원함수를 구하는 공식은 다음과 같다.
{\displaystyle \int \sum _{k=0}^{n}a_{k}x^{k}dx=\sum _{k=0}^{n}{\frac {a_{k}}{k+1}}x^{k+1}+C}

## 증명

### 자연수 지수의 경우
자연수 {\displaystyle n}에 대한 명제는 수학적 귀납법으로 증명 가능하다. 우선 {\displaystyle n=0}인 경우는 상수 함수의 미분이 0이라는 명제가 되므로 자명하게 성립한다. 이제 어떤 {\displaystyle n}에 대하여 성립한다고 가정하자. 그렇다면, 곱 규칙에 따라, {\displaystyle n+1}에 대한 명제
{\displaystyle {\frac {d}{dx}}x^{n+1}={\frac {d}{dx}}(x\cdot x^{n})=1\cdot x^{n}+x\cdot nx^{n-1}=(n+1)x^{n}}
역시 성립한다. 수학적 귀납법에 따라 멱 규칙은 임의의 자연수에 대하여 성립한다. 자연수 지수의 멱 규칙은 이항 정리를 통해 다음과 같이 증명할 수도 있다.
{\displaystyle {\begin{aligned}{\frac {d}{dx}}x^{n}&=\lim _{\Delta x\to 0}{\frac {(x+\Delta x)^{n}-x^{n}}{\Delta x}}=\lim _{\Delta x\to 0}{\frac {nx^{n-1}\Delta x+{\frac {n(n-1)}{2}}x^{n-2}(\Delta x)^{2}+\cdots nx(\Delta x)^{n-1}+(\Delta x)^{n}}{\Delta x}}\\&=\lim _{\Delta x\to 0}\left(nx^{n-1}+{\frac {n(n-1)}{2}}x^{n-2}\Delta x+\cdots +nx(\Delta x)^{n-2}+(\Delta x)^{n-1}\right)=nx^{n-1}\end{aligned}}}

### 실수 지수의 경우
음의 정수 지수 {\displaystyle -n}에 대한 명제는 자연수의 경우와 몫의 법칙을 통해 다음과 같이 증명할 수 있다.
{\displaystyle {\frac {d}{dx}}x^{-n}={\frac {d}{dx}}{\frac {1}{x^{n}}}=-{\frac {nx^{n-1}}{x^{2n}}}=-nx^{-n-1}}
유리수 지수 {\displaystyle m/n}에 대한 명제는 정수의 경우와 연쇄 법칙을 통해 다음과 같이 증명할 수 있다.
{\displaystyle mx^{m-1}={\frac {d}{dx}}x^{m}={\frac {d}{dx}}(x^{m/n})^{n}=n(x^{m/n})^{n-1}{\frac {d}{dx}}x^{m/n}}
실수 지수 {\displaystyle r}에 대한 명제는 지수 함수 및 로그 함수의 미분과 연쇄 법칙을 통해 다음과 같이 증명할 수 있다.
{\displaystyle {\frac {d}{dx}}x^{r}={\frac {d}{dx}}e^{r\ln x}=e^{r\ln x}{\frac {r}{x}}=rx^{r-1}}

## 예
예를 들어, 낮은 양의 정수 차수의 멱함수의 도함수 공식은 다음과 같다.
{\displaystyle {\frac {d}{dx}}x=1}
{\displaystyle {\frac {d}{dx}}x^{2}=2x}
{\displaystyle {\frac {d}{dx}}x^{3}=3x^{2}}
{\displaystyle {\frac {d}{dx}}x^{4}=4x^{3}}
{\displaystyle {\frac {d}{dx}}x^{5}=5x^{4}}
자연수가 아닌 경우에 대한 몇 가지 예시는 다음과 같다.
{\displaystyle {\frac {d}{dx}}{\frac {1}{x}}=-{\frac {1}{x^{2}}}}
{\displaystyle {\frac {d}{dx}}{\frac {1}{x^{2}}}=-{\frac {2}{x^{3}}}}
{\displaystyle {\frac {d}{dx}}{\sqrt {x}}={\frac {1}{2{\sqrt {x}}}}}
{\displaystyle {\frac {d}{dx}}{\sqrt[{3}]{x}}={\frac {1}{3{\sqrt[{3}]{x^{2}}}}}}
{\displaystyle {\frac {d}{dx}}{\frac {1}{\sqrt {x}}}=-{\frac {1}{2{\sqrt {x^{3}}}}}}
{\displaystyle {\frac {d}{dx}}{\frac {1}{\sqrt[{3}]{x}}}=-{\frac {1}{3{\sqrt[{3}]{x^{4}}}}}}
다항식의 도함수를 구하는 예시는 다음과 같다.
{\displaystyle {\frac {d}{dx}}(x^{3}-3x+1)=3x^{2}-3}
{\displaystyle {\frac {d}{dx}}(4x^{5}-2x^{3}+x^{2})=20x^{4}-6x^{2}+2x}

## 같이 보기
- 미분법
- 곱 규칙
- 몫 규칙